# Krîvkî, Terebovlea
Krîvkî (în ucraineană Кривки) este un sat în așezarea urbană Mîkulînți din raionul Terebovlea, regiunea Ternopil, Ucraina.

## Demografie
Componența lingvistică a localității Krîvkî
     Ucraineană (99,62%)
Conform recensământului din 2001, majoritatea populației localității Krîvkî era vorbitoare de ucraineană (99,62%), existând în minoritate și vorbitori de alte limbi.